# Cecily Dillon
Pour les articles homonymes, voir Dillon.
Sœur Cecily Dillon (vers 1603 - 1653) est la cofondatrice irlandaise et la première abbesse des Clarisse d'Irlande à Dublin, Ballinacliffey et Athlone.

## Jeunesse
Cecily Dillon est née vers 1603, probablement à Kellefaghny, dans le comté de Westmeath. Elle est la fille de Theobald Dillon, 1er vicomte Dillon et d'Eleanor (née Tuite). Elle est l'une de leurs 19 enfants, dont ses frères Lucas Dillon et James Dillon. Avec sa sœur aînée, Eleanor, elle est l'une des premières femmes irlandaises à rejoindre les Clarisses anglaises à Gravelines en Flandre. Elle professe sous le nom de sœur Cecily de St Francis le 8 septembre 1622,,.

## Vie religieuse
Dillon quitte Gravelines avec trois autres religieuses irlandaises en mai 1625 pour fonder un couvent irlandais à Dunkerque, avec Eleanor comme abbesse. En 1627, elles déménagent à Nieuport pour y fonder une communauté. Elles veulent retourner en Irlande et, avec l'aide des prêtres franciscains irlandais et de leurs frères George et Louis, le premier couvent des Clarisses est établi à Dublin en juin 1629 avec Dillon comme abbesse. Eleanor meurt peu de temps après leur retour à Dublin. Leur frère Lucas est membre du conseil privé irlandais ce qui permet au couvent de résister à la suppression des maisons religieuses à l'époque. Cependant, le 22 octobre 1630, leur couvent est perquisitionné et reçoit l'ordre de se dissoudre. Les religieuses séjournent temporairement au domaine de Sir Lucas dans le comté de Westmeath au lieu de se dissoudre. Les sœurs établissent un nouveau couvent sur le domaine Dillon à Ballinacliffey sur le Lough Ree en 1631, connu sous le nom de Bethléem. Six des nièces de Dillon rejoignent l'ordre, dont les filles des seigneurs Westmeath, Fingall et Gormanston,.
Lorsque la rébellion irlandaise de 1641 éclate, les sœurs évacuent leur couvent. Il est perquisitionné et brûlé en 1642, les sœurs se réfugient chez leurs parents et amis. La communauté compte alors plus de 30 sœurs. Certaines déménagent dans le comté de Galway et quatre vont à Wexford. Dillon reste à Athlone jusqu'en 1653 et est réélu abbesse au moins cinq fois. En 1653, Oliver Cromwell déclare que toutes les religieuses doivent « se marier ou quitter le pays ». Dillon conduit alors un groupe de religieuses en Espagne où elles pensent qu'elles seront accueillies dans des maisons religieuses. Cependant, lorsqu'elles arrivent en Galice, leur navire a été mis en quarantaine et ils n'ont pas été autorisés à débarquer. À bord du navire, Dillon tombe malade et meurt. Elle est enterrée en Espagne,,.